# Rakovka
Rakovka (en russe : Рако́вка) est un village de l'okroug urbain d'Oussouriïsk du kraï du Primorié en Extrême-Orient russe. Sa population s'élevait à 1 246 habitants au recensement de 2021.

## Géographie
La localité est située dans le kraï du Primorié, un sujet de l'Extrême-Orient de la Russie, en Mandchourie-Extérieure, qui était autrefois chinoise (avant 1860). Elle se trouve dans le district fédéral extrême-oriental. Elle est l'une des 38 localités de l'okroug urbain d'Oussouriïsk, subdivision du sud-ouest du kraï dans la plaine du Khanka, dont le centre administratif est la ville d'Oussouriïsk.
Rakovka, comme tout le kraï du Primorié, est située dans le fuseau horaire MSK+7 (heure de Vladivostok). Le décalage horaire appliqué par rapport au temps universel coordonné est +10:00.

## Histoire
La localité a été fondée en 1883.

## Démographie
Recensements (*) et estimations de la population,,,:
| 1897 | 1900 | 1912 | 2002 * |
| ---- | ---- | ---- | ------ |
| 755  | 785  | 950  | 1 134  |

| 2010* | 2021* | - | - |
| ----- | ----- | - | - |
| 1 203 | 1 246 | - | - |

Selon le recensement de 2002, sur les 1 134 habitants, il y avait 92 % de Russes.